# Leskea flabellata
Leskea flabellata là một loài Rêu trong họ Leskeaceae. Loài này được (Sm.) Schwägr. mô tả khoa học đầu tiên năm 1816.